# Энн, Лиза
Ли́за Энн (англ. Lisa Ann, урожд. Лиза Энн Корпора (англ. Lisa Anne Corpora); 9 мая 1972, Истон, Пенсильвания, США) — американская порноактриса итальянско-сицилийского и франко-канадского происхождения, известная ролью-пародией на экс-губернатора Аляски Сару Пэйлин в порнофильме Who’s Nailin’ Paylin?.

## Карьера

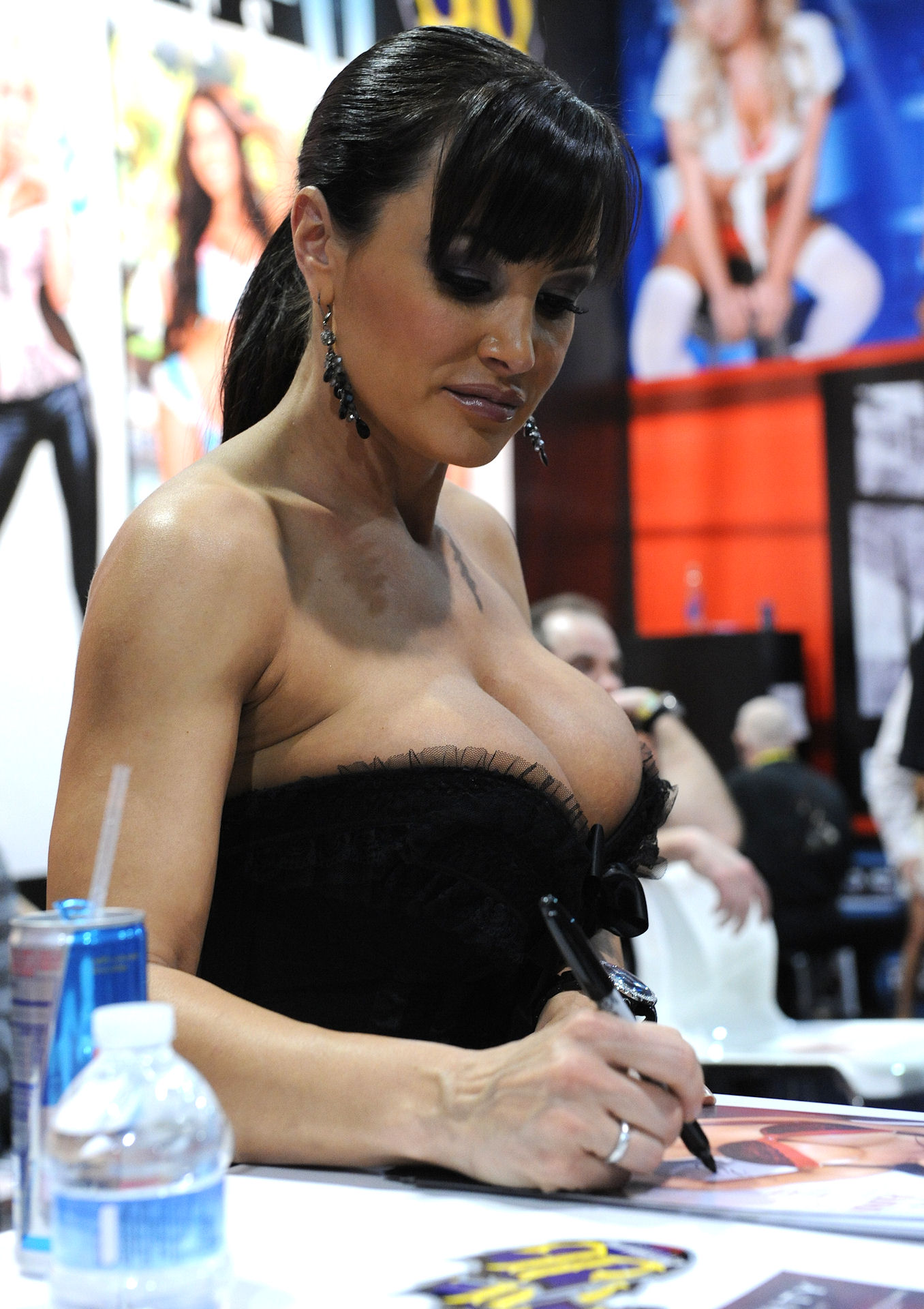
Лиза Энн на выставке «AVN Adult Entertainment Expo 2011»

Лиза окончила медицинский колледж по специальности стоматология. Для того, чтобы иметь возможность платить за учёбу, с 1990 года она начала выступать танцовщицей в стрип-клубах.
С июля 1993 года Лиза Энн стала сниматься в порнофильмах, чем и занималась вплоть до 1997 года. С этого года Лиза прекратила участие в съёмках из-за боязни перед распространением СПИДа. Несколько лет Лиза зарабатывала на жизнь, работая стриптизёршей.
В 2006 году Лиза Энн вернулась в порноиндустрию, вначале в качестве агента, а затем и в качестве порноактрисы. В ноябре 2006 года создала агентство Clear Talent Management, которое в 2007 году объединилось с Seymore Butts' Lighthouse Agency.
15 декабря 2014 г. на своей странице в Facebook Лиза Энн объявила об уходе из порноиндустрии в качестве порноактрисы. В январе 2018 года Лиза Энн сообщила, что вернется в порноиндустрию в качестве порноактрисы. По данным на 2018 год, Лиза Энн снялась в 634 порнофильмах и срежиссировала 54 порноленты.

### Who’s Nailin’ Paylin?
В 2008 году телеканал Hustler, принадлежащий склонному к эпатажным акциям порномагнату Ларри Флинту, выпустил порнофильм Who’s Nailin’ Paylin?. Фильм, в названии которого, кстати сказать, присутствует недвусмысленная игра слов, получил неожиданно широкое обсуждение в СМИ. По мнению ряда западных журналистов и политологов, скандальный фильм был не только очередной заурядной порнолентой, но он также служил демонстрацией своеобразной сатиры, попыткой очернения направленной против кандидата в вице-президенты США на выборах 2008 года Сары Пэйлин. The Guardian охарактеризовал фильм как «политическую порносатиру».
Лиза Энн исполнила в фильме главную роль «развратной губернаторши» с прямолинейным псевдонимом — Серра Пэйлин (англ. Serra Paylin).

## Личная жизнь

### Семья
В возрасте 28 лет Лиза вышла замуж за вышибалу из клуба и вскоре развелась. В ноябре 2009 года утверждала в интервью TMZ, что встречается с Робом Кардашяном, с которым познакомилась в спортзале, но сам Роб отрицал факт свиданий. В поисках своего спутника жизни Лиза Энн регулярно ходит на спортивные соревнования, освещая события в медиасети Sirius/XM.
В октябре 2014 года появились слухи о связи Лизы с игроком команды по американскому футболу «Нотр-Дам» Джастином Брентом, когда двое появились вместе на матче, а вскоре в сеть попали их совместные фото в постели. В ноябре 2014 года Лиза в Twitter заявила, что бывший хоккеист «Нью-Йорк Рейнджерс» Майкл Дель Зотто пользовался её помощью для организации свиданий с другими девушками и раскритиковала его поведение.

### Съёмки вне порнофильмов
В 2009 году Лиза Энн снялась в клипе «We Made You» рэпера Эминема в образе своего знаменитого «отвязного губернатора». Также снялась в клипе на песню «Dead Bite» группы Hollywood Undead. Озвучивала одну из проституток в игре Grand Theft Auto V, вышедшей в сентябре 2013 года. В 2019 году снялась камео в 7 серии 4 сезона сериала Миллиарды под названием «Бесконечная игра».

### Спортивные пристрастия
Лиза Энн увлекается баскетболом и американским футболом, в школе она активно занималась баскетболом и лыжными гонками. По своему признанию, если бы она не работала в XXX-индустрии, она стала бы спортивным агентом или журналистом. Любимые команды: баскетбольный клуб «Лос-Анджелес Лейкерс» и футбольный клуб «Даллас Ковбойз».

### Политика
Лиза Энн формально не поддерживает какую-либо политическую партию, но в октябре 2008 года призналась, что поддерживала на президентских выборах Барака Обаму, а не Хиллари Клинтон. Через 4 года она снова поддержала на выборах действовавшего главу государства. Также является защитницей права на хранение оружия.

## Премии
- 2006 — CAVR — Возвращение года.

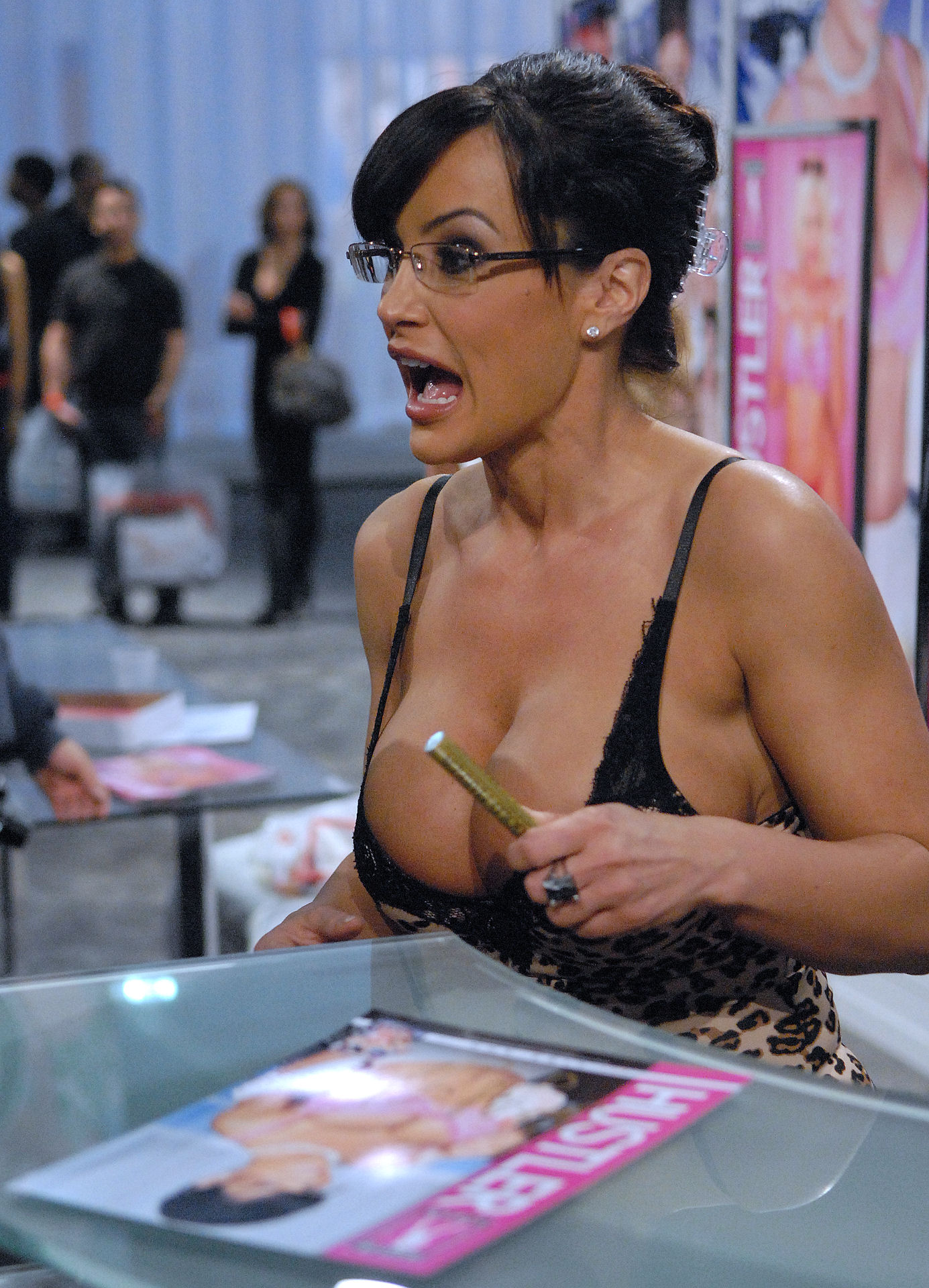
Лиза Энн на выставке «AVN Adult Entertainment Expo 2010»

- 2006 — XRCO Award — Возвращение года.
- 2006 — XRCO Awards — Лучшая сцена орального секса.
- 2009 — AVN Awards — MILF, лучшая «зрелая» актриса года[29]
- 2009 — AVN Hall of Fame — Включение в «зал славы» порноиндустрии.[29]
- 2010 — Miss Freeones — III место.
- 2010 — XRCO Award — MILF, лучшая «зрелая» актриса года[30]
- 2010 — F.A.M.E. Award — MILF, любимая «зрелая» актриса[31]
- 2011 — XBIZ Award — MILF Performer of the Year[32]
- 2011 — Urban X Award — Best Milf Performer[33]
- 2011 — Urban X Award — «Hall of Fame»[33]
- 2011 — Зал славы Legends of Erotica[34]
- 2013 — XRCO Hall of Fame — Включение в «Зал славы»[35]
- 2014 — AVN Award — Hottest MILF (Fan Award)[36]